# Hermitage Hotel Prague
 (juillet 2023).
L'hôtel Hermitage Prague est situé dans une ancienne imprimerie dans le quartier de Nové Město à Prague, non loin de la frontière avec le quartier de Vyšehrad.

## Impression et édition
Le bâtiment néo-Renaissance avec une façade art déco à décor de sgraffites a été construit en 1906-1907 par F. Zvěřina.
Il servait à l'origine d'imprimerie à l'Union graphique tchèque ainsi que de maison d'édition. Le caractère industriel d'origine du bâtiment est révélé par de hauts plafonds et de grands espaces style loft rappelant les halls d'usine. Aujourd'hui, des cadres inspirés du cubisme et des lithographies de l'époque de l'ancienne imprimerie sont placés sur les murs en guise de rappel.
Le bâtiment a été agrandi en 1920-1921 et dans les années 1936-1938. 

## Transformation en hôtel
Le plan prévoyait à l'origine la construction de logements. De décembre 2007 à janvier 2009, l'investisseur Red Group a transformé le bâtiment pour 511 millions de couronnes en un hôtel de 210 chambres et appartements, des salles de conférence et un restaurant (à l'origine, un restaurant était prévu pour les clients de l'hôtel et un autre pour le public). La façade extérieure Art Déco est restée pratiquement dans sa forme originale. Vers la cour, une autre aile du bâtiment a été ajoutée dans le dernier style architectural. Depuis la terrasse sur le toit reliée aux espaces de fitness, on a une vue sur le fleuve et le panorama de l'intérieur de Prague. Au-dessus du garage et du centre des congrès, des jardins sur le toit ont été créés, plantés de plantes aux couleurs vives et de petits arbres. L'investisseur a également planté de nouveaux arbres autour du bâtiment.
Investor Red Group a discuté en détail de la reconstruction du bâtiment avec des conservateurs. Le concepteur de la reconstruction est le studio IBA Ian Bryan Architects. La requalification a été réalisée par l'entreprise Skanska et a été présentée aux médias par le chef de projet Martin Kratochvíl. La construction de l'hôtel a été financée par la société de développement Red Group, l'hôtel étant exploité par Hermitage Holdings.

## Galerie

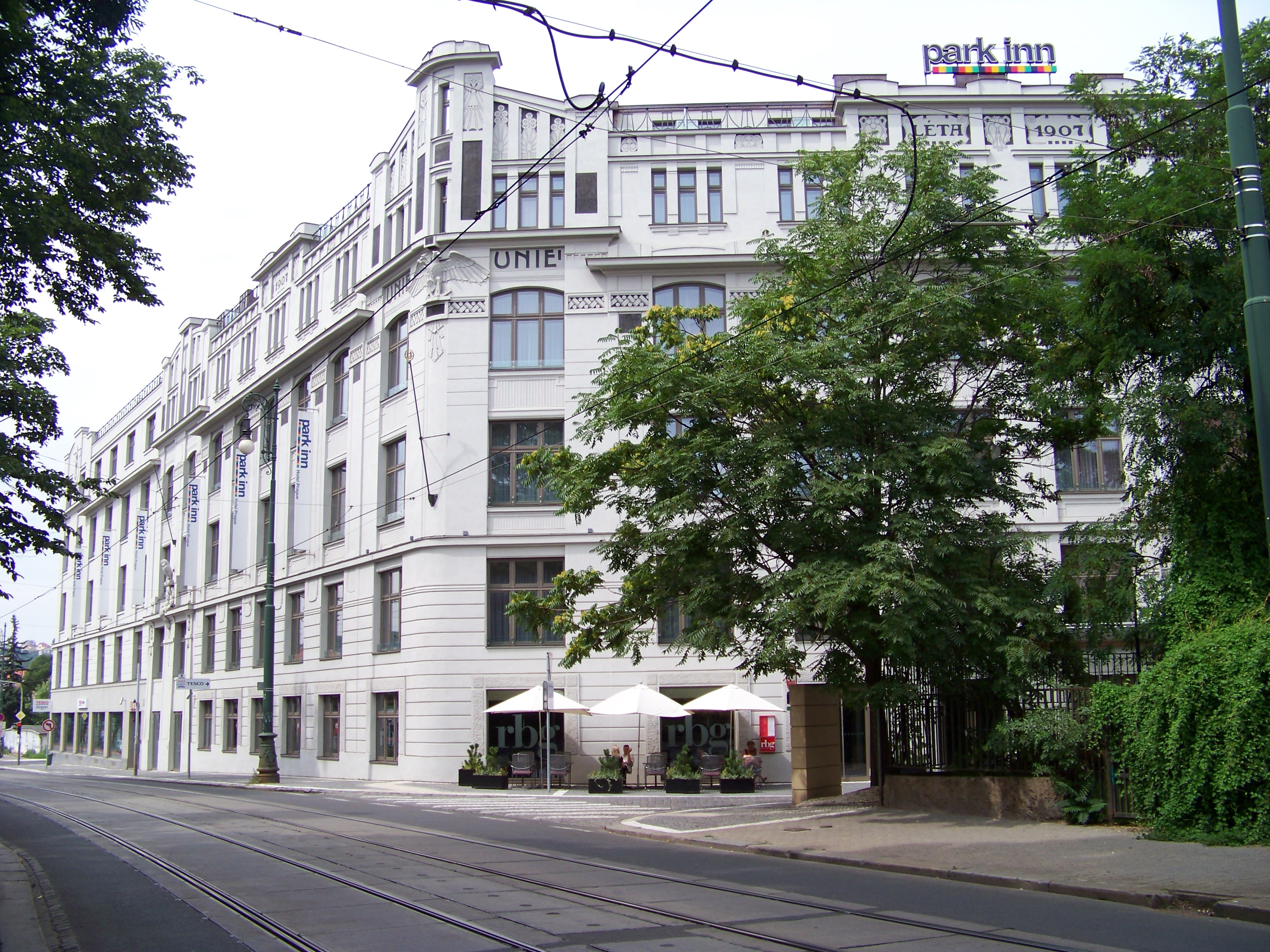
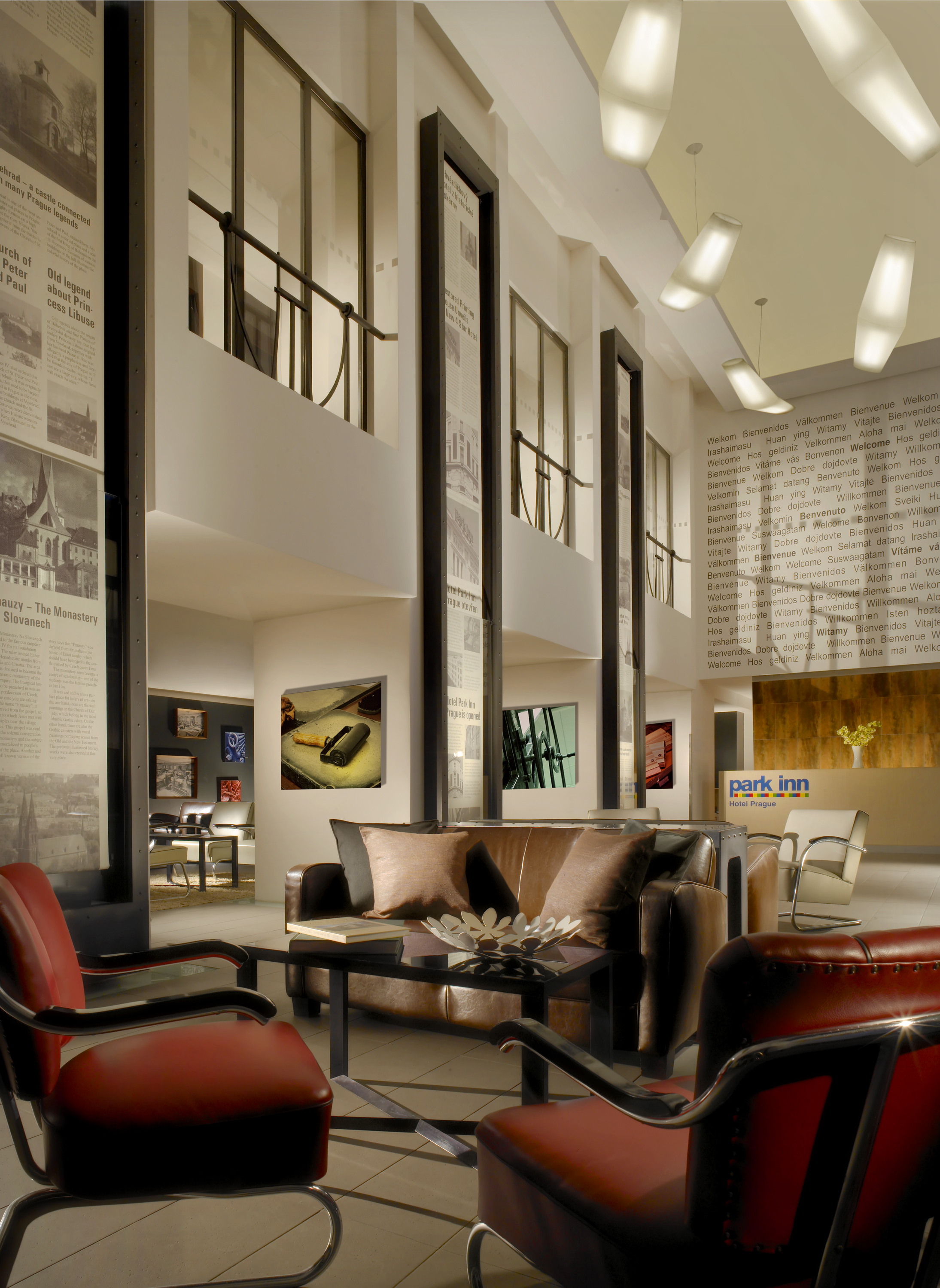
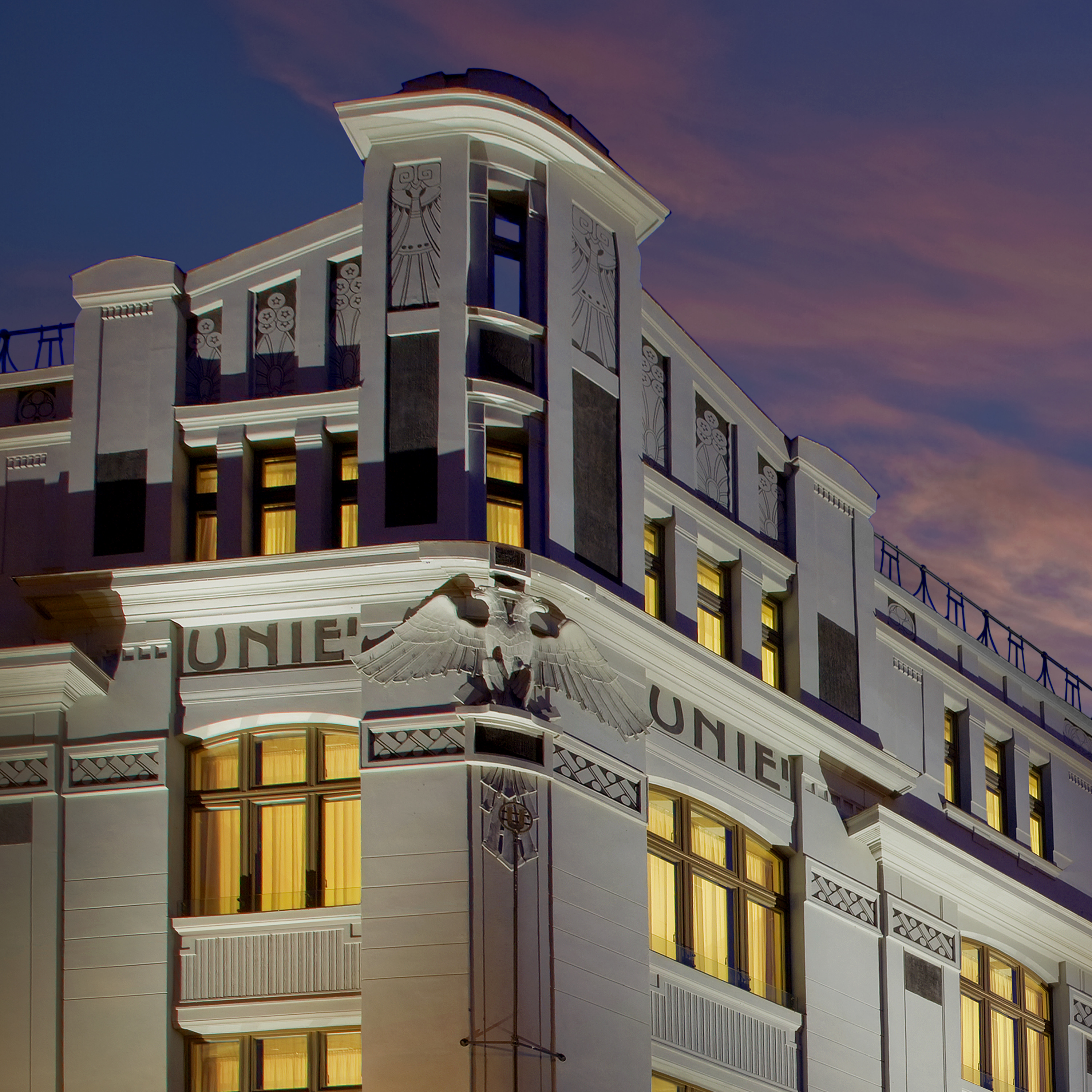

## Littérature
- ARIES, Lukáš, éd. et VALCHÁŘOVÁ, Vladislava, éd. Prague industrielle : bâtiments techniques et architecture industrielle de Prague : un guide. 2., diff. éd. A Prague : Université technique tchèque, ©2007. 303 p.  (ISBN 978-80-01-03586-3) . Chapitre 2 : Ville Nouvelle, Vyšehrad. P. 46, n° 47.

## Source de traduction
- (cz) Cet article est partiellement ou en totalité issu de l’article de Wikipédia en tchèque intitulé « Hermitage Hotel Prague » (voir la liste des auteurs).